# Marc Centeni Pènula
Marc Centeni Pènula (llatí: Marcus Centenius Penula) va ser un militar romà del segle iii aC.
Era el primer centurió dels triaris (primi pili) que havia complert el seu temps d'enrolament en el qual es va distingir per la seva valentia. El senat romà li va donar el comandament de vuit mil homes, la meitat romans i la meitat aliats perquè el seu coneixement del territori a Lucània li podia facilitar la victòria sobre els cartaginesos. Al grup atorgat pel senat s'hi van unir un nombre similar de voluntaris, i tots junts van anar a Lucània però van ser derrotats fàcilment per Hanníbal a la batalla de Silarus.